# نبرد پلاچنتیا
نبرد پلاچنتیا در ژانویهٔ سال ۲۷۱ میلادی بین ارتشی از رومیان به فرماندهی امپراتور وقت اورلیان و آلامانی‌ها (دراصل قبیلهٔ یوتونگی) در نزدیکی پیاچنزای امروزی در ایتالیا روی داد.

## رویداد
آلامانی‌ها ایتالیا را مورد تاخت و تاز خود قرار داده بودند و با توجه به عدم حضور ارتش روم در آن زمان به غارت شهر پلاچنتیا پرداختند. اورلیان که به‌دنبال عقب‌نشینی وندال‌ها در آن زمان با ارتشش در پانونیا به سر می‌برد با شتاب به‌سوی ایتالیا روانه شد. اما آلامانی‌ها که کمین کرده بودند با حمله‌ای غافلگیرانه به سربازان رومی موفق به شکست اورلیان شدند.
خبر این شکست ترس و وحشت بسیاری را در رم برانگیخت به‌ویژه که آلامانی‌های پیروز اینک رهسپار پایتختی بودند که فراتر از دیوارهای قدیمیش گسترش یافته بود. رمیان مراسم مذهبی برپا کرده و از خدایان خود درخواست یاری نمودند. اما سرانجام اورلیان موفق شد تا آلامانی‌ها را طی نبرد فانو به‌سختی شکست دهد و به شادی این پیروزی، جشن بزرگی در شهر برپا گردید.